# 赤塚村 (新潟県)
赤塚村（あかつかむら）は、かつて新潟県西蒲原郡にあった村。1961年6月1日の新潟市への編入合併によって消滅し、現在は新潟市西区の一部となっている。
以下の記述は合併直前当時の旧赤塚村に関しての記述であり、現在では名称等が異なる場合がある。なお、ここに記述されていない内容に関しては新潟市などの記事を参照。

## 歴史
- 1889年（明治22年）4月1日 - 町村制施行にともなう合併により、赤塚村、木山村が発足。

| 赤塚村 | 赤塚村、山崎村古新田、藤蔵新田、坂田新田村                 |
| 木山村 | 四ツ郷屋村、丸山新田村、北山新田村、木戸新田村、谷内新田村 |

- 1901年（明治34年）11月1日 - 合併により赤塚村が発足。

| 赤塚村 | 赤塚村、五十嵐浜村（中権寺）、木山村（丸山新田、北山新田、木戸新田、谷内新田） |

※木山村四ツ郷屋は角田村と合併。
- 1961年（昭和36年）6月1日 - 新潟市と合併し、消滅。

## 地域
赤塚村の地域のみ記載。赤塚村は、合併した村名を継承する以下の大字で構成される。
赤塚（あかつか）

1889年（明治22年）まであった赤塚村の区域。現在の新潟市西区赤塚。
山崎（やまざき）

1889年（明治22年）まであった山崎村古新田の区域。現在の新潟市西区山崎。
藤蔵新田（とうぞうしんでん）

1889年（明治22年）まであった藤蔵新田の区域。現在の新潟市西区藤蔵新田。
坂田（さかた）

1889年（明治22年）まであった坂田新田村の区域。現在の新潟市西区坂田。